# American Splendor (film)
American Splendor is een Amerikaanse biopic-film over Harvey Pekar, auteur van de American Splendor stripreeks, uit 2003. De film werd gefilmd in Cleveland en Lakewood in Ohio. Hij werd genomineerd voor 32 prijzen en won hiervan 28 prijzen.

## Verhaallijn
Pekar, die als eenzaam kind al worstelde met zijn omgeving, werkt op de administratie van een ziekenhuis in Cleveland, Ohio, en leeft voor zijn twee hobby's, strips en jazz. Hierdoor ontmoet hij als jongeman Robert Crumb, die kort daarna de Underground Comix uitvindt. De twee raken bevriend. Pekar wees Crumb er uiteindelijk op dat het "normale" leven nooit werd afgebeeld in de stripverhalen. Toen hij hem zijn aantekeningen voor een verhaal voorlegde - Pekar kon zelf niet tekenen - bood Crumb aan om de plaatjes ervoor te leveren. Al snel verschijnen de verhalen in boekvorm en helpen ze de makers aan enige bekendheid in stripkringen. Zo ontmoet hij ook zijn toekomstige vrouw Joyce Brabner, die in een stripwinkel werkt.

## Rolverdeling
| Acteur            | Rol           |
| ----------------- | ------------- |
| Paul Giamatti     | Harvey Pekar  |
| Harvey Pekar      | Zichzelf      |
| Hope Davis        | Joyce Brabner |
| Joyce Brabner     | Haarzelf      |
| James Urbaniak    | Robert Crumb  |
| Judah Friedlander | Toby Radloff  |
| Toby Radloff      | Zichzelf      |